# Push (Spiel)
Push ist ein Brettspiel, bei dem es vor allem auf Geschicklichkeit und ein wenig Strategie ankommt. Die Herkunft ist nicht erwiesen, laut Hersteller soll es sich um ein altes Spiel aus Indien handeln, das in Schottland eine kurze Blütezeit erlebte und dann wieder verschwand.
Unter den Push-Spielern existiert weitgehend Einigkeit über die Regeln, regional jedoch sind Eigenheiten festzustellen.

## Spielmaterial
- 1 Spielbrett mit Löchern
- 48 Spielsteine – jeweils 12 in einer Farbe

## Ziel des Spiels
Jeder Spieler versucht, grundsätzlich möglichst viele Steine in den Löchern des Spielbrettes zu versenken, jedoch bringen bestimmte Positionen bzw. Formationen verschiedene Punkte oder auch Strafpunkte ein, wodurch das Spiel nicht nur zu einem Geschicklichkeitsspiel wird, sondern auch in begrenztem Umfang zu einem Strategiespiel.

## Spielablauf
2 bis 4 Spieler sind im Uhrzeigersinn an der Reihe, wobei der jüngste Spieler oder der Verlierer der letzten Runde beginnt. Der Spieler darf nacheinander drei Spielsteine ins Spiel bringen. Dafür wird jeweils ein Stein mit der Markierung nach oben an eine beliebige Stelle der Abschusslinie gelegt und dann durch Schnipsen mit dem Zeige- oder Mittelfinger ins Spielfeld befördert.
Versenkte Steine bleiben bis zum Spielende liegen. Nicht versenkte verbleiben zunächst auf dem Spielbrett. Rutschen Spielsteine direkt an die Linie einer Abschusszone oder in die Zone selbst, werden sie direkt wieder vom Brett genommen. Liegen 4 Steine einer Farbe auf dem Spielbrett, werden sie unverzüglich vom Spielbrett entfernt. Besitzt ein Spieler gegen Ende des Spiels weniger als 4 Steine, werden die Steine immer dann abgeräumt, wenn er alle verbleibenden verspielt hat. Auch hier hat jeder Spieler drei Schuss frei, bei einem verbleibenden Stein wird dann immer derselbe genommen.
Wird ein Spielstein des Gegners vom Brett geschoben, darf der Gegner diesen direkt wieder ins Spiel bringen, im Anschluss daran geht das Spiel wie vorher weiter. Schießt ein Spieler einen eigenen Stein vom Brett, ist sein Zug sofort beendet.

### Die Wiener Variante
- Durch Schere, Stein, Papier wird der Beginner ermittelt, der auswählen darf, ob „unlimited“ (Dabei bleibt der Spieler solange am Zug, solange er trifft) oder ob „limited“ (meistens 3-mal hintereinander) gespielt wird.

- Die Spielsteine werden regulär mit der Markierung nach unten gespielt. Ist der Stein mit der Markierung nach oben versenkt, werden 3 Punkte hinzugezählt. Weiters werden bereits bei 3 losen Steinen, diese vom Brett genommen. Zudem zählen vertikale, diagonale  sowie horizontale 4er Reihen 4 Punkte extra und Kreuze (orthogonal, aus 5 Steinen) zählen 5 Punkte extra.

- In der Variante Center Queen/King wird der erste Schuss auf das zentrale Loch gerichtet. Wird getroffen, verläuft das Spiel wie gewohnt. Wird das Loch verfehlt, darf es erst mit dem letzten Spielstein gefüllt werden und muss eine Kombination vollenden.

## Spielende
Das Spiel ist beendet, wenn ein Spieler alle 12 Steine seiner Farbe eingelocht hat oder bei mehr als zwei Spielern alle Löcher getroffen wurden.

## Wertung
1. Jeweils einen Punkt gibt es für Spielsteine in der Reihe, die dem Spieler am nächsten liegt. Vom Spieler aus in der zweiten Reihe gibt es zwei Punkte, in der dritten Reihe drei usw.
2. Doppelte Punkte für einzelne Steine gibt es, wenn die Steine während des Schubsens gedreht werden und so mit der Markierung nach unten im Loch versenkt werden.
3. Entsteht eine Vierer-Kette (Line) horizontal zum Spieler bringt diese in der 1. Reihe einen Zusatzpunkt, in der 2. Reihe zwei Zusatzpunkte usw.
4. Horizontale oder diagonale Viererketten bringen generell 3 Zusatzpunkte ein.
5. Ein Kreuz „Cross“ aus 5 Spielsteinen ergeben 3 Zusatzpunkte.
6. Entsteht durch eigene Spielzüge oder auch gegnerische eine 5er-Kette (Bad Line), gibt es zwei Minuspunkte.
7. Sich überschneidende Formationen werden einzeln gerechnet, auch wenn sie sich überschneiden.
8. Das Endergebnis ergibt sich aus der Summe der Einzelpunkte und der Formationspunkte.
9. Der Spieler mit den meisten Punkten gewinnt die Partie.